# Arthur Kershaw
Arthur Edwin Kershaw (* Juli 1852; † 21. August 1934 in Kent, England) war ein britischer Colonel und Kolonialpolizeichef.

## Leben
Kershaw wurde 1884 zum Private Secretary und Aide-de-camp (ADC) des Gouverneurs von Britisch-Honduras Roger Tuckfield Goldsworthy ernannt und 1886 zum Polizeiinspektor (Inspector of Constabulary) und District Magistrate in Britisch-Honduras. Von 1887 bis 1892 war er Polizeichef der British Honduras Constabulary (BHC; heute Belize Police Department) und Ex-Officio des Exekutiv- und Legislativrates. Ab 1892 war er Chief Commandant der Militärpolizei und Gefängnisinsepktor in der britischen Kolonie Zypern. Von 1904 bis 1917 war er Inspector General der Jamaica Constabulary Force (JCF). Von 1916 bis 1917 war er auch Mitglied des Legislativsrates in Jamaika. Nach seiner Pensionierung kehrte er zurück nach England, kehrte aber nochmals für einige Zeit nach Mandeville zurück. Zuletzt lebte er in einem Pflegeheim in Kent, wo er im Alter von 82 Jahren verstarb.